# Richard Linnehan

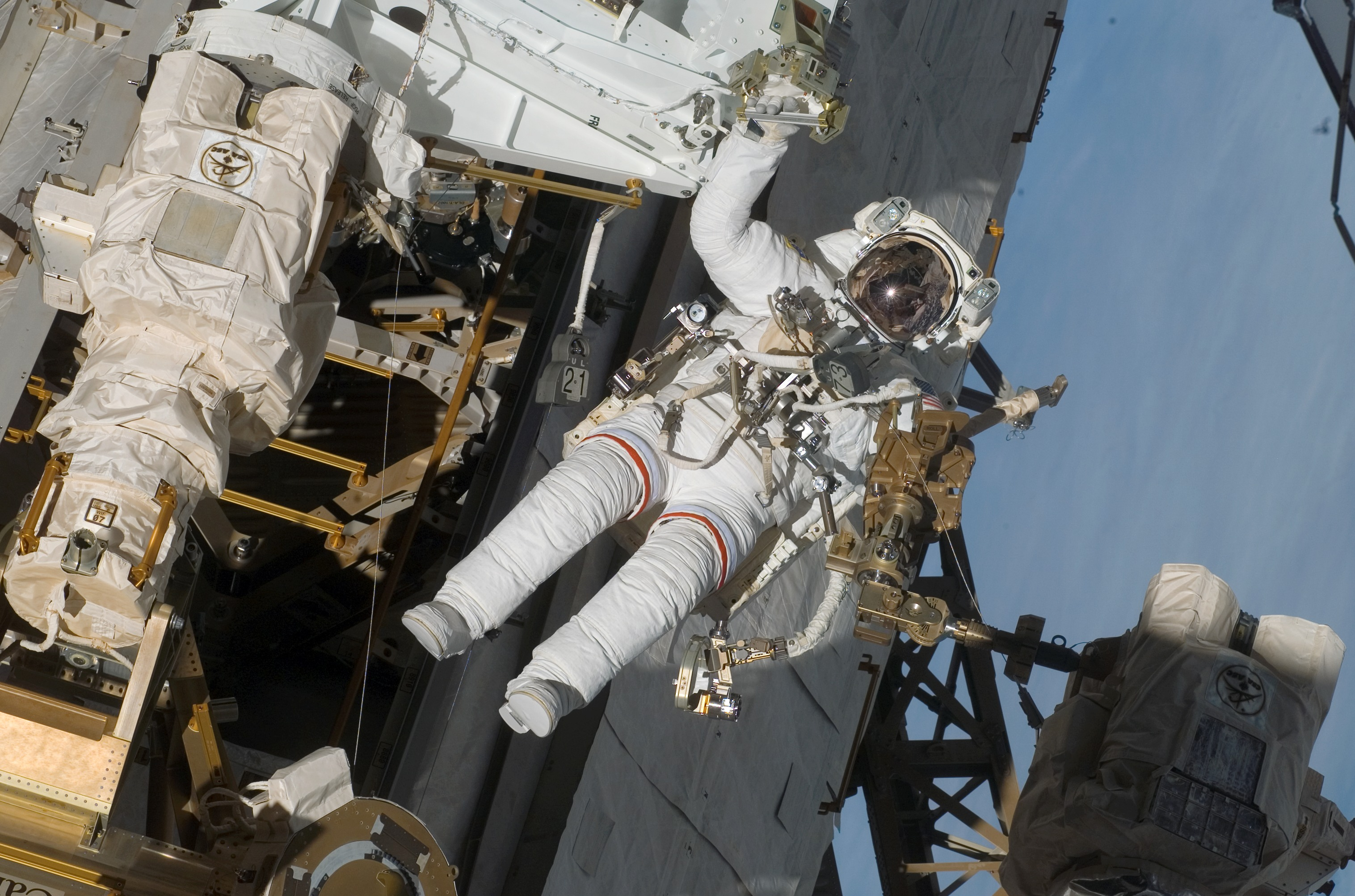
Linnehan podczas pracy w otwartej przestrzeni kosmicznej na stacji ISS (misja STS-123)

Richard Michael Linnehan (ur. 19 września 1957 w Lowell, stan Massachusetts, Stany Zjednoczone) – lekarz weterynarii, amerykański astronauta.

## Wykształcenie oraz służba wojskowa
- 1975 – ukończył szkołę średnią w Pelham, stan New Hampshire.
- 1980 – został absolwentem University of New Hampshire w Durham, gdzie uzyskał licencjat z zoologii i mikrobiologii.
- 1985 – w czerwcu na Ohio State University College uzyskał tytuł lekarza weterynarii. Po studiach prowadził własną praktykę lekarską.
- 1986-1988 – w ogrodzie zoologicznym w Baltimore oraz na Johns Hopkins University odbył staż w zakresie medycyny zwierząt oraz patologii porównawczej.
- 1989 – po zakończeniu stażu został powołany do korpusu weterynaryjnego amerykańskiej armii (U.S. Army Veterinary Corps), gdzie w stopniu kapitana rozpoczął służbę w wojskowym centrum morskim (Naval Ocean Systems Center) w San Diego, stan Kalifornia. Był głównym weterynarzem klinicznym programu naukowego marynarki wojennej dotyczącego wojskowego wykorzystania ssaków morskich (U.S. Navy’s Marine Mammal Program).

## Kariera astronauty
- 1992 – 31 marca roku został przyjęty w charakterze specjalisty misji do 14. grupy astronautów NASA (NASA-14(inne języki)).
- 1993 – zakończył przeszkolenie podstawowe uzyskując uprawnienia specjalisty misji i został skierowany do laboratorium awioniki wahadłowców (Shuttle Avionics Integration Laboratory - SAIL). Później pracował w wydziale planowania misji Biura Astronautów (Mission Development Branch).
- 1996 – na przełomie czerwca i lipca wziął udział w blisko 17-dniowym locie STS-78.
- 1998 – był specjalistą misji podczas 16-dniowego lotu STS-90. Do wyprawy przygotowywał się przez dwa lata.
- 2002 – w marcu uczestniczył w prawie 11-dniowej wyprawie STS-109.
- 2007 – 29 stycznia został mianowany specjalistą misji STS-123.
- 2008 – 11 marca wystartował do misji STS-123 wahadłowca Endeavour. Podczas tego lotu do Międzynarodowej Stacji Kosmicznej został dołączony japoński moduł Kibō oraz kanadyjski manipulator Special Purpose Dexterous Manipulator.

## Loty załogowe
- STS-78 (Columbia F-20);

W dniach 20 czerwca – 7 lipca 1996 na pokładzie wahadłowca Columbia uczestniczył w locie STS-78 jako specjalista misji (MS-1). Razem z nim w kosmos polecieli: Terence T. Henricks (dowódca), Kevin R. Kregel (pilot) oraz Susan J. Helms (MS-2), Charles E. Brady, Jr. (MS-3), francuski astronauta Jean-Jacques Favier (specjalista ładunku PS-1) i Kanadyjczyk Robert B. Thirsk (PS-2). Była to prawie 17-dniowa misja, najdłuższa, jaką przeprowadzono w ramach programu Space Shuttle. W ładowni promu znajdowało się laboratorium SPACELAB/LMS-1 (Life and Microgravity Spacelab) przygotowane przez specjalistów z pięciu agencji kosmicznych: amerykańskiej NASA (National Aeronautics and Space Administration), europejskiej ESA (European Space Agency), francuskiej CNES (Centre National d'Études Spatiales), kanadyjskiej CSA (Canadian Space Agency) i włoskiej ASI (Agenzia Spaziale Italiana). Większość eksperymentów jakie zostały przeprowadzone podczas lotu dotyczyła medycyny, biologii i fizyki.
- STS-90 (Columbia F-25);

17 kwietnia 1995 wystartował w kosmos na pokładzie wahadłowca Columbia do misji STS-90. Podczas lotu pełnił funkcję specjalisty (MS-1). Dowódcą wyprawy był Richard A. Searfoss, a pilotem Scott D. Altman. Pozostałymi członkami załogi byli: Kathryn P. Hire (MS-2), kanadyjski astronauta Dafydd R. Williams (MS-3), Jay C. Buckey, Jr. (specjalista ładunku PS-2) oraz James A. Pawelczyk (PS-2). Podczas blisko 16-dniowego lotu załoga promu w laboratorium Neurolab przeprowadziła 26 eksperymentów naukowych, głównie o charakterze medycznym. Badano m.in. wpływ stanu nieważkości na mózg i układ nerwowy. Na pokładzie wahadłowca znajdowały się szczury, myszy, ryby i węże. Po wykonaniu 256 okrążeń i przebyciu ponad 10 milionów kilometrów Columbia 3 maja 1998 powróciła na Ziemię, lądując na bieżni Kennedy Space Center na Przylądku Canaveral.
- STS-109 (Columbia F-27);

W dniach 1–12 marca 2002 był specjalistą misji (MS-3) podczas lotu STS-109. Wyprawą dowodził Scott D. Altman. Udział w niej wzięli również: pilot – Duane G. Carey, specjaliści misji; John M. Grunsfeld (MS-1), Nancy J. Currie (MS-2), James H. Newman (MS-4) oraz Michael J. Massimino (MS-5). Głównym zadaniem jakie mieli wykonać astronauci było przechwycenie na orbicie teleskopu Hubble’a i umieszczenie go w ładowni promu w celu wykonania niezbędnych prac remontowych. 3 marca udało się umieścić HST na platformie serwisowej ładowni. Linnehan trzykrotnie (4, 6 i 8 marca) wychodził na zewnątrz Columbii. Za każdym razem towarzyszył mu J. Grunsfeld. Podczas tych wypraw astronauci wymienili m.in. jeden z paneli baterii słonecznych teleskopu, elementy układu zasilania oraz podłączyli system chłodzenia. W sumie zajęło im to ponad 21 godzin. 9 marca teleskop został ponownie umieszczony na orbicie. Wahadłowiec po prawie 11 dniach lotu wylądował 12 maja na bieżni KSC na Przylądku Canaveral.

## Nagrody i odznaczenia
- Navy Group Achievement Award
- medal marynarki wojennej „Za zasługi” (Navy Commendation Medal)
- czterokrotnie medal NASA „Za lot kosmiczny” (NASA Space Flight Medal) w latach: 1996, 1998, 2002 i 2008
- NASA Outstanding Leadership Medal (1999)
- NASA Distinguished Service Medal (2009)
- doktoraty honorowe: University of New Hampshire i Suffolk University (2002)
- Universal Astronaut Insignia za lot orbitalny (nr 347) – Stowarzyszenie Uczestników Lotów Kosmicznych (Association of Space Explorers(inne języki))[1]

## Wykaz lotów
| Loty kosmiczne, w których uczestniczył Richard M. Linnehan               | Loty kosmiczne, w których uczestniczył Richard M. Linnehan | Loty kosmiczne, w których uczestniczył Richard M. Linnehan | Loty kosmiczne, w których uczestniczył Richard M. Linnehan | Loty kosmiczne, w których uczestniczył Richard M. Linnehan | Loty kosmiczne, w których uczestniczył Richard M. Linnehan | Loty kosmiczne, w których uczestniczył Richard M. Linnehan |
| Lp.                                                                      | Data startu                                                | Statek kosmiczny                                           | Data lądowania                                             | Statek kosmiczny                                           | Funkcja                                                    | Czas trwania                                               |
| ------------------------------------------------------------------------ | ---------------------------------------------------------- | ---------------------------------------------------------- | ---------------------------------------------------------- | ---------------------------------------------------------- | ---------------------------------------------------------- | ---------------------------------------------------------- |
| 1                                                                        | 20 czerwca 1996                                            | STS-78 Columbia F-20                                       | 7 lipca 1996                                               | STS-78 Columbia F-20                                       | Specjalista misji (MS-1)                                   | 16 dni 21 godzin 47 minut i 34 sekundy                     |
| 2                                                                        | 17 kwietnia 1998                                           | STS-90 Columbia F-25                                       | 3 maja 1998                                                | STS-90 Columbia F-25                                       | Specjalista misji (MS-1)                                   | 15 dni 21 godzin 49 minut i 59 sekund                      |
| 3                                                                        | 1 marca 2002                                               | STS-109 Columbia F-27                                      | 12 marca 2002                                              | STS-109 Columbia F-27                                      | Specjalista misji (MS-3)                                   | 10 dni 22 godziny 9 minut i 51 sekund                      |
| 4                                                                        | 11 marca 2008                                              | STS-123 Endeavour F-21                                     | 27 marca 2008                                              | STS-123 Endeavour F-21                                     | Specjalista misji                                          | 15 dni 18 godzin 10 minut i 54 sekundy                     |
| Łączny czas spędzony w kosmosie — 59 dni 11 godzin 58 minut i 18 sekund. |                                                            |                                                            |                                                            |                                                            |                                                            |                                                            |